# Kyat
Kyat (tiếng Myanmar: ကျပ် kyap; /dʒɛʔ/ hay /tʃɛʔ/; ISO 4217 mã MMK; đọc là chạt) là đơn vị tiền tệ của Myanmar. Nó thường được viết tắt là "K", được đặt trước giá trị ghi bằng số.

## Lịch sử

### Tiền kyat đầu tiên năm 1889
Đồng kyat này là tiền đúc bằng vàng và bạc ở Miến Điện cho đến năm 1889. Nó được chia ra làm 20 pe. Một kyat cũng có thể chia thành 4 pya (5 pe), 10 mu (2 pe), hoặc 5 mat (4 pe). Tỷ số hối đoái đặt 16 kyat bạc bằng 1 kyat vàng. Kyat bạc mang giá trị tương đương với đồng rupee Ấn Độ khi đơn vị tiền tệ này được người Anh dùng thay thế đồng kyat sau khi Miến Điện mất chủ quyền và chịu sự đô hộ của Luân Đôn.

### Kyat thứ hai 1943-1945
Khi Nhật Bản chiếm Miến Điện năm 1942, họ đã đưa vào sử dụng một đơn vị tiền tệ dựa trên đồng rupee. Đến năm 1943 thì đồng kyat lại được người Nhật cho phát hành lại. Đồng kyat 1943 này được chia ra thành 100 cent nhưng khi Chiến tranh thế giới thứ hai kết thúc và Nhật Bản bại trận thì đồng kyat này hoàn toàn mất giá. Đồng rupee sau đó được đưa vào sử dụng trở lại.

### Kyat thứ 3 1952-
Đồng tiền kyat hiện nay đã được đưa vào sử dụng ngày 1 tháng 7 năm 1952. Nó thay thế rupee ngang giá. Các đơn vị nhỏ hơn theo số thập phân cũng được thiết lập với việc kyat được chia ra 100 pya.